# Ахтырка (Орловская область)
Ахтырка — село в Колпнянском районе Орловской области России. Является административным центром Ахтырского сельского поселения.
Малая родина Героя Советского Союза Мельникова С. А..

## География
Ахтырка расположена в юго-восточной части области на Среднерусской возвышенности и находится на р. Колпенка. С востока к селу примыкают селения Михайловка и Юдинка.
Климат
Климат умеренно континентальный; средняя температура января −8,5 °C, средняя температура июля +18,5 °C. Среднегодовая температура воздуха составляет +4,6 °C. Годовое количество осадков 500—550 мм, в среднем 515 мм. Количество поступающей солнечной радиации составляет 91-92 ккал/см². По агроклиматическому районированию Ахтырка, как и весь район, относится к южному с коэффициентом увлажнения 1,2-1,3. Преобладают юго-западные ветры.
Часовой пояс
село Ахтырка, как и вся Орловская область, находится в часовой зоне МСК (московское время). Смещение применяемого времени относительно UTC составляет +3:00.

## Население
| 2002 | 2010 |
| ---- | ---- |
| 307  | ↗336 |

Национальный состав
Согласно результатам переписи 2002 года, в национальной структуре населения
русские составляли 96 % от общей численности населения в 307 жителей

## Известные люди
В с. Ахтырка родился Мельников, Семён Алексеевич (1915—1982) — старшина Рабоче-крестьянской Красной Армии, участник Великой Отечественной войны, Герой Советского Союза (1945).

## Инфраструктура
Ахтырская основная общеобразовательная школа. Ахтырский сельский дом культуры.
отделение почты 303421.
Администрация сельского поселения.

## Транспорт
Выезд на автодорогу межмуниципального значения «Глазуновка — Малоархангельск — Колпны — Долгое» (идентификационный номер 54 ОП РЗ 54К-8) (Постановление Правительства Орловской области от 19.11.2015 N 501 (ред. от 20.12.2017) «Об утверждении Перечня автомобильных дорог общего пользования регионального и межмуниципального значения Орловской области»). Остановка общественного транспорта «Ахтырка».